# ريجاينا
ريجاينا (بالإنجليزية: Regina)‏ هي عاصمة مقاطعة ساسكاتشوان بدولة كندا. المدينة هي الثانية في المقاطعة من حيث المساحة (بعد ساسكاتون) وهي المركز الثقافي والتجاري في جنوب ساسكاتشوان. مجلس مدينة ريجاينا هو حاكم المدينة. ريجاينا هي المدينة الكثدرائية للرومانيون الكاثوليك وأبرشية الرومان الأرثوذكس والأبرشية الكندية للأنجليكان.
ترتفع ريجاينا 577 متر فوق مستوى سطح البحر، وتعتبر من أشمس المدن الكندية. ومتوسط درجات الحرارة في فصل الصيف 23 درجة مئوية. أيضا متوسط درجات الحرارة في فصل الشتاء هو -11 درجة مئوية (قد تصل درجة الحرارة إلى -45 في بعض الأيام). فصل الشتاء عادة يبدأ من حوالي منتصف نوفمبر إلى بداية مارس، اقتصادها قائم على الزراعة، وإنتاج النفط والغاز، وأيضا الاتصالات السلكية واللاسلكية.
بالنسبة للتعددات العرقية: يشكل البيض (85.7%) والهنود الحمر (8.7%) والآسيويين (1.3%) وأعراق مختلفة (4.3%)، ومتوسط الأعمار: من 0 إلى 14 سنة (20%)، من 15 إلى 64 (67.5%)، وأكثر من 65 سنة (12.5%).
تحتوي على جامعة باسم جامعة ريجاينا وتضم عدد كبير من الاختصاصات، ,تحتوي على كازينو ريجاينا، أسواق تجارية، فنادق ومراكز ترفيهية.

## المناخ
يظهر الجدول التالي التغييرات المناخية على مدار السنة لريجاينا:
| البيانات المناخية لـريجاينا                  | البيانات المناخية لـريجاينا | البيانات المناخية لـريجاينا | البيانات المناخية لـريجاينا | البيانات المناخية لـريجاينا | البيانات المناخية لـريجاينا | البيانات المناخية لـريجاينا | البيانات المناخية لـريجاينا | البيانات المناخية لـريجاينا | البيانات المناخية لـريجاينا | البيانات المناخية لـريجاينا | البيانات المناخية لـريجاينا | البيانات المناخية لـريجاينا | البيانات المناخية لـريجاينا |
| الشهر                                        | يناير                       | فبراير                      | مارس                        | أبريل                       | مايو                        | يونيو                       | يوليو                       | أغسطس                       | سبتمبر                      | أكتوبر                      | نوفمبر                      | ديسمبر                      | المعدل السنوي               |
| -------------------------------------------- | --------------------------- | --------------------------- | --------------------------- | --------------------------- | --------------------------- | --------------------------- | --------------------------- | --------------------------- | --------------------------- | --------------------------- | --------------------------- | --------------------------- | --------------------------- |
| الدرجة القصوى °م (°ف)                        | 10.4 (50.7)                 | 15.6 (60.1)                 | 24.4 (75.9)                 | 32.8 (91.0)                 | 37.2 (99.0)                 | 40.6 (105.1)                | 43.3 (109.9)                | 41.3 (106.3)                | 37.2 (99.0)                 | 32.0 (89.6)                 | 23.6 (74.5)                 | 15.0 (59.0)                 | 43.3 (109.9)                |
| متوسط درجة الحرارة الكبرى °م (°ف)            | −9.3 (15.3)                 | −6.4 (20.5)                 | 0.4 (32.7)                  | 11.6 (52.9)                 | 18.5 (65.3)                 | 22.8 (73.0)                 | 25.8 (78.4)                 | 25.5 (77.9)                 | 19.1 (66.4)                 | 11.0 (51.8)                 | 0.1 (32.2)                  | −7.1 (19.2)                 | 9.3 (48.7)                  |
| المتوسط اليومي °م (°ف)                       | −14.7 (5.5)                 | −11.7 (10.9)                | −4.8 (23.4)                 | 4.8 (40.6)                  | 11.3 (52.3)                 | 16.2 (61.2)                 | 18.9 (66.0)                 | 18.1 (64.6)                 | 11.8 (53.2)                 | 4.3 (39.7)                  | −5.2 (22.6)                 | −12.4 (9.7)                 | 3.1 (37.6)                  |
| متوسط درجة الحرارة الصغرى °م (°ف)            | −20.1 (−4.2)                | −17.0 (1.4)                 | −9.9 (14.2)                 | −2.0 (28.4)                 | 4.1 (39.4)                  | 9.5 (49.1)                  | 11.9 (53.4)                 | 10.7 (51.3)                 | 4.6 (40.3)                  | −2.4 (27.7)                 | −10.5 (13.1)                | −17.7 (0.1)                 | −3.2 (26.2)                 |
| أدنى درجة حرارة °م (°ف)                      | −50.0 (−58.0)               | −47.8 (−54.0)               | −40.6 (−41.1)               | −28.9 (−20.0)               | −13.3 (8.1)                 | −5.6 (21.9)                 | −2.2 (28.0)                 | −5.0 (23.0)                 | −16.1 (3.0)                 | −26.1 (−15.0)               | −37.2 (−35.0)               | −48.3 (−54.9)               | −50.0 (−58.0)               |
| الهطول مم (إنش)                              | 15.3 (0.60)                 | 9.4 (0.37)                  | 19.7 (0.78)                 | 24.1 (0.95)                 | 51.4 (2.02)                 | 70.9 (2.79)                 | 66.9 (2.63)                 | 44.8 (1.76)                 | 32.8 (1.29)                 | 24.5 (0.96)                 | 14.2 (0.56)                 | 15.7 (0.62)                 | 389.7 (15.34)               |
| معدل هطول الأمطار مم (إنش)                   | 0.6 (0.02)                  | 0.8 (0.03)                  | 5.1 (0.20)                  | 18.1 (0.71)                 | 47.6 (1.87)                 | 70.9 (2.79)                 | 66.9 (2.63)                 | 44.8 (1.76)                 | 32.1 (1.26)                 | 18.3 (0.72)                 | 3.1 (0.12)                  | 0.5 (0.02)                  | 308.9 (12.16)               |
| متوسط تساقط الثلوج سم (إنش)                  | 19.4 (7.6)                  | 11.4 (4.5)                  | 18.8 (7.4)                  | 6.9 (2.7)                   | 3.6 (1.4)                   | 0.0 (0.0)                   | 0.0 (0.0)                   | 0.0 (0.0)                   | 0.7 (0.3)                   | 6.9 (2.7)                   | 13.0 (5.1)                  | 19.5 (7.7)                  | 100.2 (39.4)                |
| متوسط أيام هطول الأمطار (≥ 0.2 mm)           | 10.9                        | 8.3                         | 9.3                         | 8.5                         | 10.9                        | 13.5                        | 10.8                        | 9.5                         | 8.9                         | 8.1                         | 8.3                         | 10.9                        | 117.9                       |
| متوسط الأيام الممطرة (≥ 0.2 mm)              | 0.85                        | 0.77                        | 2.5                         | 6.3                         | 10.5                        | 13.5                        | 10.8                        | 9.5                         | 8.7                         | 6.1                         | 1.7                         | 1.0                         | 72.3                        |
| متوسط الأيام المثلجة (≥ 0.2 cm)              | 11.7                        | 8.8                         | 8.5                         | 3.3                         | 0.96                        | 0.04                        | 0.0                         | 0.0                         | 0.52                        | 2.7                         | 8.2                         | 11.7                        | 56.2                        |
| متوسط الرطوبة النسبية (%)                    | 76.1                        | 76.4                        | 69.5                        | 44.5                        | 42.9                        | 48.3                        | 48.8                        | 45.4                        | 45.5                        | 52.4                        | 68.2                        | 75.7                        | 57.8                        |
| ساعات سطوع الشمس الشهرية                     | 96.1                        | 133.5                       | 154.5                       | 236.6                       | 262.4                       | 277.7                       | 325.4                       | 287.4                       | 198.1                       | 163.3                       | 97.9                        | 85.4                        | 2٬318٫2                     |
| نسبة وصول أشعة الشمس                         | 36.3                        | 47.2                        | 42.0                        | 57.3                        | 54.8                        | 56.6                        | 65.8                        | 63.9                        | 52.1                        | 48.9                        | 36.0                        | 34.0                        | 49.6                        |
| متوسط مؤشر الأشعة فوق البنفسجية              | 1                           | 1                           | 2                           | 4                           | 6                           | 7                           | 7                           | 6                           | 4                           | 2                           | 1                           | 0                           | 3                           |
| المصدر: Environment Canada and Weather Atlas |                             |                             |                             |                             |                             |                             |                             |                             |                             |                             |                             |                             |                             |

## توأمة
لريجاينا اتفاقيات توأمة مع:
- بوخارست

## أعلام
- ويليام جون باترسون
- إليسا ليفسك
- تاتيانا ماسلاني
- ويليام ميلفيل مارتن
- كاس أنفار
- ليسلي نيلسن
- جوردن إيبرل
- ساندرا شميلير
- بيتي رامزي
- لويس رئيل